# Justus von Liebig

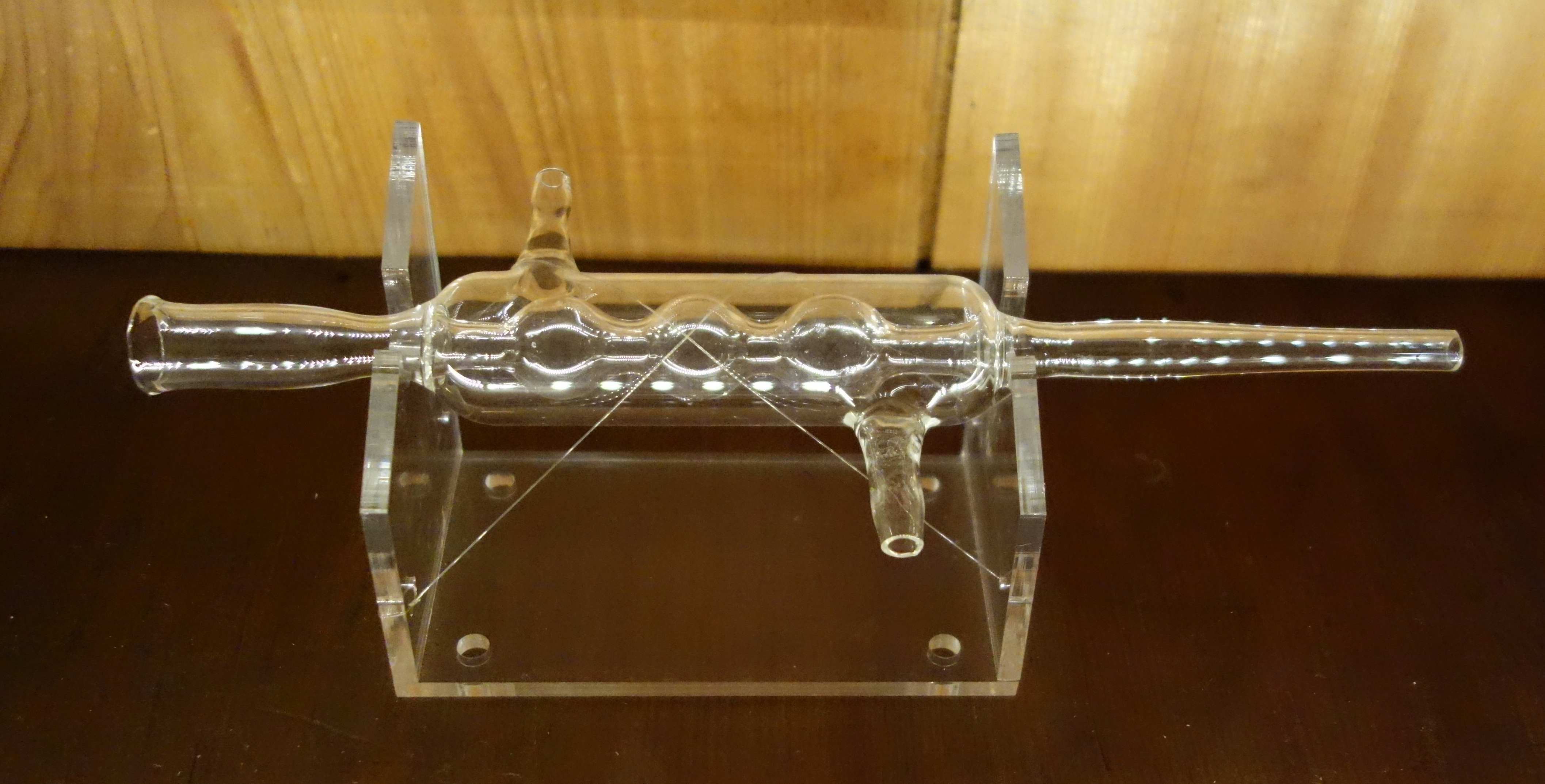
Liebigkoeler

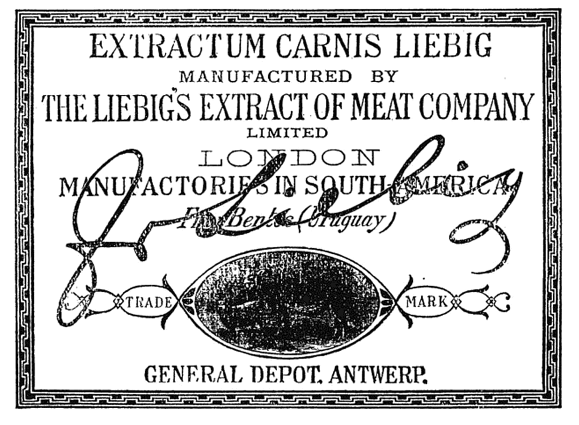
Liebig's Extract of Meat Company

Justus Liebig, vanaf 1845 Freiherr von Liebig, (Darmstadt, 12 mei 1803 - München, 18 april 1873) was een Duitse chemicus en pionier op het gebied van de toegepaste scheikunde. Hij wordt beschouwd als de uitvinder en eerste gebruiker van kunstmest.

## Jeugd
Justus Liebig werd geboren als een van de negen kinderen van Georg Liebig en Maria Korline Moserin. Vader was handelaar in ingemaakte levensmiddelen en drogist. Na het volgen van het gymnasium in 1817 werd Justus leerjongen bij apotheek Pirsch in Heppenheim, het gerucht gaat dat hij daar ontslag kreeg, nadat hij een ontploffing met knalkwik veroorzaakte. Toen zijn vader zijn studie niet meer kon betalen, kwam hij in diens winkel te werken. Daar maakte hij kennis met de bekende chemicus Karl Wilhelm Gottlieb Kastner. Hij werd assistent van Kastner en ging kort daarna aan de Universiteit van Bonn en de Universiteit van Erlangen studeren. In 1822 kreeg hij een beurs van de groothertog van Hessen-Darmstadt om in Frankrijk verder te studeren.

## Chemie
Na terugkomst uit Frankrijk promoveerde Liebig aan de Universiteit van Erlangen op de relatie tussen de organische en anorganische chemie, waarna hij op 21-jarige leeftijd aangesteld werd als buitengewoon hoogleraar aan de Universiteit van Giessen. Hij stichtte daar een universiteitslaboratorium - het eerste in Duitsland - en introduceerde een nieuwe manier van scheikunde doceren. Hij begeleidde de leerlingen op persoonlijke wijze met onder meer individuele opdrachten. Zijn manier van lesgeven was populair; veel goede studenten die later een belangrijke positie zouden bekleden binnen de chemie trokken richting Giessen.
Liebig deed vele ontdekkingen in de scheikunde. In 1831 ontdekte hij samen met Friedrich Wöhler chloroform en in 1832 chloraal. Ze stelden ook een theorie op, de radicaaltheorie, die echter weinig met het huidige begrip radicaal in de scheikunde te maken heeft. Liebig vond ook de 'liebigkoeler' uit, een laboratoriuminstrument voor het condenseren van dampen.
Aangezien Liebig zich meer op de praktische toepassingen van de chemie wilde richten, zocht hij naar chemische verklaringen voor allerlei fysiologische processen. Zo richtte hij zich onder meer op vetten en vleesextracten, aanleiding tot dat laatste was het weggooien van grote hoeveelheden vlees in Australië. In 1865 richtte hij het bedrijf 'Liebig vleesextracten' op, dat op een goedkope wijze vleesextract voor bouillon produceerde als alternatief voor het gebruik van vers vlees.

## Kunstmest
Doordat Liebig aan een slechte gezondheid leed - hij had onder meer last van reuma - beviel het hem steeds minder in Giessen en nam hij in 1852 het aanbod aan van Maximiliaan II van Beieren om hoogleraar te worden aan de Universiteit van München. Hij richtte zich in de daaropvolgende jaren op het onderzoek naar elementen die planten nodig hebben voor hun groei. Ook in München zette Von Liebig direct een laboratorium op. Een van zijn belangrijkste ontdekkingen was kunstmest op basis van nitraat, vervolgens startte hij proeven met kunstmestgiften in de landbouw. Hij schreef in 1840 de 'Wet van het minimum' over de voedingsstoffen die een plant voor een optimale groei nodig heeft. In 1845 was zijn bouwland een van de vruchtbaarste plekken van Duitsland geworden.

## Kringlooplandbouw
Gaandeweg ging Von Liebig echter ook de nadelen van de toepassing van kunstmest zien. In 1861 publiceerde hij 'Es ist ja dies die Spitze meines lebens', waarin hij zijn landbouwtheorie samenvatte en afstand nam van het werk van zijn jongere jaren. Hierin wijst hij nadrukkelijk op de nadelige gevolgen van onmatig kunstmestgebruik voor het bodemleven en de kwaliteit van het agrarisch product. Hij erkende het belang van kringlooplandbouw. Het boek is in het Nederlands vertaald onder de titel De zoektocht naar kringlooplandbouw.

## Spiegel
Liebig kan ook worden gezien als vader van de moderne spiegel, met een laagje zilver in plaats van het gevaarlijke kwikzilver. Hij schreef in 1835::...wenn man Aldehyd mit einer Silbernitratlössung mischt und erhitzt, scheidet sich Silber auf der Wand des Glases ab und es entsteht ein brillianter Spiegel.
(...als men aldehyde met een zilvernitraatoplossing mengt en verhit, scheidt zich zilver af op de wand van het glas en er ontstaat een schitterende spiegel.) Een poging in 1858 zo'n spiegel op de markt te brengen, mislukte echter: het publiek hield vast aan de vertrouwde kwikspiegels tot deze in 1885 in Duitsland werden verboden.

## Erkenning
Von Liebig ontving in 1840 het officierskruis in het Franse Legioen van Eer. Hij werd in 1845 door de groothertog op eigen verzoek in de adelstand verheven tot Freiherr von Liebig. De Universiteit van Gießen is naar hem vernoemd en heet tegenwoordig de Justus-Liebig-Universität Gießen.
Zoals in die tijd gebruikelijk was, werd Von Liebig regelmatig gevraagd demonstraties  te geven voor de koninklijke familie en hun gasten.

## Justus von Liebig-prijs
Deze prijs genoemd naar de Duitse chemicus en het geldbedrag van €15.000 wordt elke twee jaar uitgereikt aan een persoon of groep die zich verdienstelijk heeft gemaakt voor de Europese landbouw.

## Publicaties
Justus von Liebig schreef onder andere:
- Organische chemie en de toepassing in landbouw en fysiologie (1840)
- Organische chemie en de toepassing in fysiologie en pathologie (1842)

- Bibsys: 98004331
- Biblioteca Nacional de Chile: 000462135
- Biblioteca Nacional de España: XX1344043
- Bibliothèque nationale de France: cb123470950 (data)
- Catàleg d'autoritats de noms i títols de Catalunya: 981058514424906706
- CiNii: DA00851303
- Gemeinsame Normdatei: 118572741
- International Standard Name Identifier: 0000 0001 2132 8329
- Library of Congress Control Number: n80133000
- Nationale Bibliotheek van Letland: 000151775
- Mathematics Genealogy Project: 138500
- Bibliotheek van het Japanse parlement: 00447666
- Nationale Bibliotheek van Tsjechië: jn20000603752
- Nationale bibliotheek van Australië: 35305095
- Nationale Bibliotheek van Israël: 987007264683705171
- Nationale Bibliotheek van Polen: a0000002005941
- Nationale en Universitaire bibliotheek Zagreb: 000058293
- Nederlandse Thesaurus van Auteursnamen: 070670218
- Réseau des bibliothèques de Suisse occidentale: 02-A003520357
- Istituto Centrale per il Catalogo Unico: MILV178489
- LIBRIS: 278132
- SNAC: w65q5vbb
- Système universitaire de documentation: 032441576
- Trove: 904934
- Virtual International Authority File: 51763678
- WorldCat: E39PBJjmMPvPYxfJ8b89Gg8Hmd